# Neowerdermannia chilensis
Neowerdermannia chilensis là một loài thực vật có hoa trong họ Cactaceae. Loài này được Backeb. mô tả khoa học đầu tiên năm 1936.

## Hình ảnh

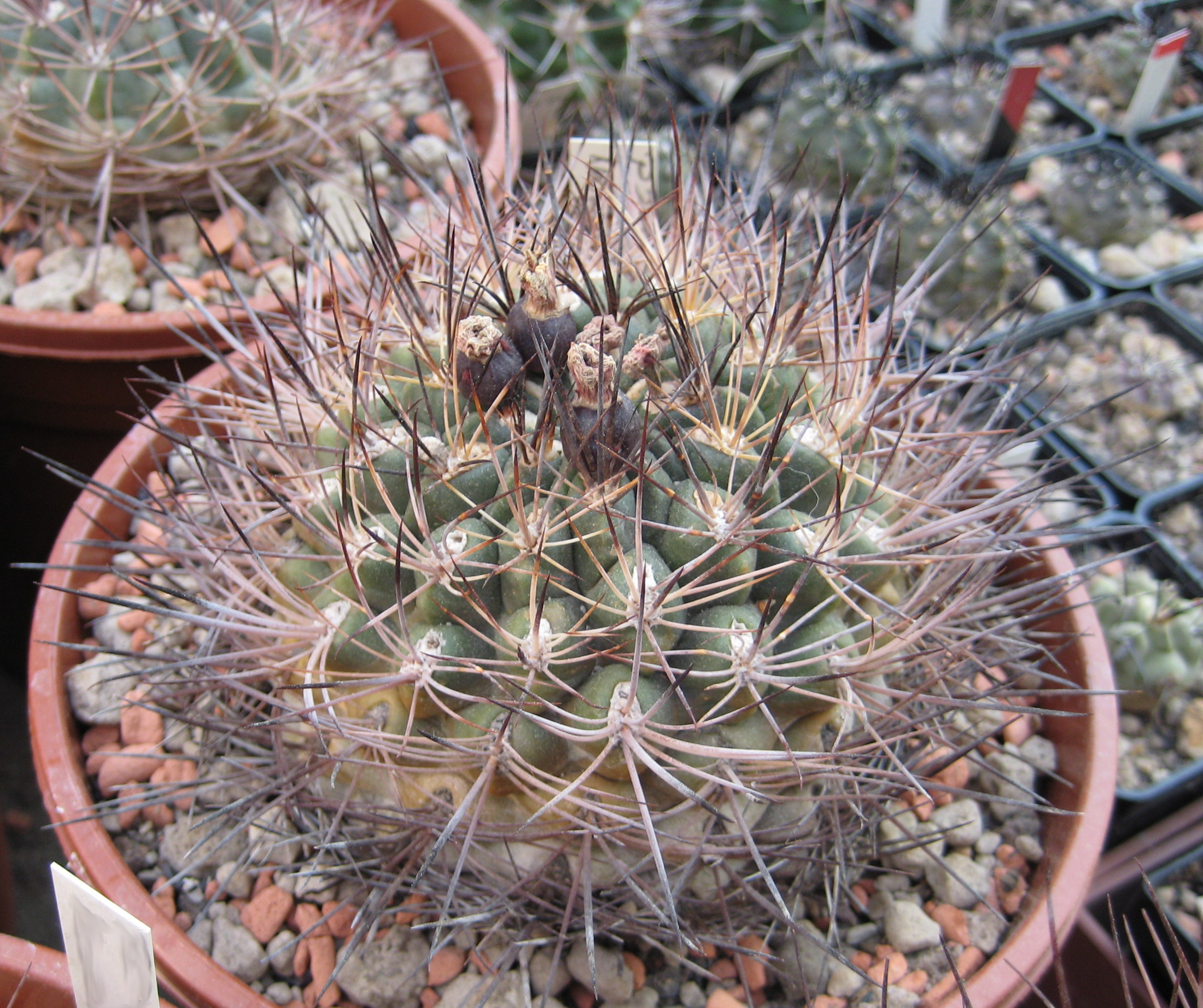